# Night Songs
Night Songs es el álbum debut de la banda estadounidense de hard rock Cinderella, publicado en 1986 por Mercury Records. El disco obtuvo excelentes ventas gracias a la combinación de algunos factores como el hit single "Nobody's Fool", la difusión de su vídeo en el canal MTV y la gira promocional con la reconocida banda Bon Jovi. El álbum alcanzó el tercer puesto en las listas en los Estados Unidos el 7 de febrero de 1987, y fue certificado Doble Platino (dos millones de copias vendidas) y Triple Platino años más tarde.

## Lista de canciones
1. "Night Songs" - 4:03
2. "Shake Me" - 3:44
3. "Nobody's Fool" - 4:49
4. "Nothin' For Nothin'" - 3:33
5. "Once Around The Ride" - 3:22
6. "Hell On Wheels" - 2:49
7. "Somebody Save Me" - 3:16
8. "In From the Outside" - 4:07
9. "Push Push" - 2:52
10. "Back Home Again" - 3:30

## Personal
- Tom Keifer - voz, guitarra
- Eric Brittingham - bajo
- Jeff LaBar - guitarra
- Fred Coury - batería